# Ardeicola ardeae
Ardeicola ardeae är en insektsart som först beskrevs av Carl von Linné 1758.  Ardeicola ardeae ingår i släktet rasplöss, och familjen fjäderlöss. Arten är reproducerande i Sverige.